# Living library
Die Living Library (Lebendige Bibliothek) ist eine spezielle Veranstaltungsform, die der mündlichen Kommunikation dient. Organisiert wird eine Living Library in Form einer Leihbibliothek.
Leser entleihen sich ein Medium, beschäftigen sich für eine bestimmte Zeit mit diesem und bringen es schließlich zurück. Allerdings handelt es sich bei den Medien der Living Library nicht um typische Informationsträger einer Bibliothek, sondern um Menschen, die sich für ein Gespräch zur Verfügung stellen. Die „Lebenden Bücher“ gehören Personengruppen an, die mit Vorurteilen, Stereotypisierung und sozialer Ausgrenzung konfrontiert sind.
Die „Entleiherin“ beziehungsweise der „Entleiher“ bekommt die Möglichkeit, mit Menschen zu sprechen, mit denen sie oder er sonst nicht oder nur erschwert in einen Dialog träte. Oftmals bestehen gegenüber verschiedenen Personengruppen Vorurteile, welche durch die Living Library hinterfragt werden können. Die Living Library fordert auf, sich in Form eines Dialoges ein eigenes Bild des Gegenübers zu machen. Bestehenden Vorurteilen soll so begegnet und die Möglichkeit gegeben werden, sich persönlich zu informieren.  

## Geschichte
Die Idee der Living Library ist auf die dänische Jugendinitiative Stop the Violence zurückzuführen. Stop the Violence stellte ihre aktive Tätigkeit 2001 nach 8-jährigem Bestehen ein und konnte zeitweise 7000 Mitglieder, meist zwischen 12 und 18 Jahren verzeichnen. Das Ziel der Initiative war die Beteiligung von Jugendlichen in der aktiven Vorbeugung gegen Gewalt und Vorurteile.  
Living Library wurde von Stop the Violence erstmals im Jahr 2000 auf dem Musikfestival im dänischen Roskilde organisiert und erfolgreich durchgeführt.
Es folgten zahlreiche Festivals, bei denen die Living Library ein fester Bestandteil war, bis das Konzept 2003 als Teil des vom Europarat geförderten Programms Youth promoting human rights and social cohesion weiterentwickelt, breiter beworben und gefördert wurde.
Ursprünglich ein typisches „small event within a large event“, haben zahlreiche Organisationen in Europa und darüber hinaus die Möglichkeiten und Perspektiven des Konzeptes Living Library erkannt und adaptiert. So finden sich „Lebende Bücher“ weiterhin auf Musikfestivals, darüber hinaus auch auf Buchmessen, Schulen, Jugendkongressen und verstärkt auch in Bibliotheken wieder.

## Ziele
Living Library ermöglicht die direkte Kommunikation zwischen Menschen, die aus verschiedenen Gründen kaum Möglichkeit zu einem individuellen Dialog haben. Gerade dieser recht allgemeine Ansatz bietet eine Vielzahl an Möglichkeiten für dessen Nutzung in unterschiedlichen Kontexten. Das grundlegende Konzept kann mit dem aus der internationalen Anti-Rassismus-Bewegung bekannten Motto „A stranger is a friend you haven’t met yet“ umrissen werden.
Living Library bietet einen Weg an, Menschen zu einem persönlichen Gespräch zu animieren. Gerade in Verbindung mit der Arbeit mit Kindern und Jugendlichen, stellt sie ein wichtiges Werkzeug dar, um Scheu und Kontaktangst vor „Fremden“, speziell solchen, die statistischen Minderheiten einer Gesellschaft zugerechnet werden, zu nehmen. Der offene Umgang mit unterschiedlichsten Menschen in einer vielfältigen Gesellschaft kann so gefördert und ein grundlegendes Bewusstsein für Toleranz und Menschenrechte geschaffen werden.
Je nach Ausprägung und Zielsetzung bieten sich zahlreiche Lernfelder, die durch eine Living Library abgedeckt werden können. Vom Erkenntnisgewinn sowohl des „Entleihers“, wie auch des „Lebenden Buches“ bis hin zur Erlangung von sozialen Kompetenzen im Umgang mit „Fremden“, unabhängig vom jeweiligen Kulturkreis. 

## Voraussetzungen
Die Living Library erfordert einen geschützten Raum, der eine möglichst ungestörte Gesprächsführung zwischen Entleiher und „Lebendem Buch“ ermöglicht. Es sollten Regeln bestehen, die dem gegenseitigen respektvollen Umgang einen Rahmen geben. Eventuell bestehende Kommunikationsbarrieren werden durch die Veranstaltungsform gesenkt. Das Risiko für die Entleiherin beziehungsweise den Entleiher und für das „Lebende Buch“, sich in eine solch offene Gesprächssituation zu begeben, ist überschaubar. Den adäquaten Raum anzubieten ist die verantwortungsvolle Aufgabe der Bibliothekarinnen und Bibliothekare einer Living Library.